# オルローグカモメ
オルローグカモメ（英：Larus atlanticus）は、チドリ目カモメ科カモメ属に分類される鳥類。

## 分布
種小名「atlanticus」は「大西洋の」の意。
アルゼンチン、ウルグアイ南東部
アルゼンチンの大西洋岸でのみ繁殖する。

## 形態
全長50-56cm。翼開張130-140cm。体重0.9-1kg。胴体は白い羽毛で覆われる。翼は暗灰色の羽毛で覆われる。尾羽は白く、黒い横縞が入る。
嘴の色彩は黄色で、先端が赤と黒の斑紋が入る。虹彩は暗褐色。後肢の色彩は黄色。
幼鳥は全身が褐色の羽毛で覆われ、雨覆や風切羽が淡く縁取られる。繁殖羽は頭部が白い羽毛で覆われる。非繁殖羽は頭部が褐色の羽毛で覆われ、眼下部に三日月状の白い斑紋が入る。

## 生態
食性は動物食で、主に甲殻類（カニ）や貝類（イガイ）を食べるが、魚類、動物の死骸なども食べる。海岸やヨシ原を飛翔しながら獲物を探し、水面で獲物を掠め取ったり急降下して獲物を捕食する。
繁殖形態は卵生。集団繁殖地（コロニー）を形成する。海岸や三角州に窪みに草を敷いたり草を積み上げた様々な巣を作り、1回に2-3個の卵を産む。

## 人間との関係
ゴミ捨て場などで残飯を漁ることがある。
開発による生息地の破壊、食用としての卵の密猟などにより生息数は減少している。1992年における生息数は1,100-1,300ペアと推定されている。